# Calospila byzeres
Calospila byzeres is een vlindersoort uit de familie van de prachtvlinders (Riodinidae), onderfamilie Riodininae.
Calospila byzeres werd in 1872 beschreven door Hewitson.